# Tebain
Tebain (dehidromorfin 3,6-dimetil eter)  spada v skupino fenantrenskih alkaloidov, ki se nahajajo v vrtnem maku (Papaver Somniferum) in sestavlja približno od 0,2-1,5 % opija. V največji koncentraciji se nahaja v tako imenovanem perzijskem maku (Papaver bracteatum), pridobivajo ga iz cvetnih popkov in tudi korenin te rastline.
Tebain kot tak ni uporabljen v terapijah. Iz njega lahko pridobivamo semi- sintetične protibolečinske učinkovine kot so oksimorfon in oksikodon , pa tudi acetrofin in etrofin. Uporablja se ga tudi za sintezo učinkovin, kot so naloksan, naltrekson in buprenorfin, ki so uporabljene pri zdravljenju odvisnosti od drog in podobnih zasvoljivih učinkovin. Njegova levorotatorna oblika je intermediat pri produkciji morfija. Študija na opicah je pokazala, da tebain lahko povzroča fizično in psihološko odvisnot.

## Delovanje
Deluje tako, da se veže na opiatne receptorje v centralnem živčnem sistemu in v nasprotju z morifijem in kodeinom ter ostalimi opioidi ne deluje sproščujoče oz. analgetsko temveč stimulirajoče.  Opažena je bilo tudi znižana koncentracija srčnih in možganskih kateholaminov, inhibirajoče deluje na holin esterazo in prokain esterazo. Raziskave so pokazale tudi, da  stimulira aktivnost črevesja in situ, hitrost dihanja,  zniža pa srčni utrip in krvni tlak. 

## Toksičnost
Tebanin je najbolj toksičen od skupine opijatov, je približno desetkrat močnejši od morfija. LD50 pri miših znaša 31 mg/kg subkutaneosno in 20 mg/kg intraperitonealno. Pri zajcih znaša LD50 3-4 mg/kg intravenozno. 

## Metabolizem
Metabolizem tebaina je bil preučevan na podganah, ki so bile tretirane z dozo 5 mg/kg sukutaneosno. Vzorec urina je bil odvzet in analiziran s pomočjo tenkoplastne kromatografije in plinske kromatografije z masnim spektrometrom. Razpadni produkti so bili normorfin, norkodein, morfin, kodein in 14-hidroksikodeinon.